# Канту
Канту (итал. Cantù, ломб. Cantuu, англ. Canturium) — коммуна в Италии, в регионе Ломбардия, в провинции Комо.
Население составляет 39 036 человек (2010), плотность населения — 1 575 чел./км². Занимает площадь 23 км². Почтовый индекс — 22063. Телефонный код — 031.
Покровительницей коммуны почитается святая Аполлония, празднование 9 февраля.

## Демография
Динамика населения:

## Города-побратимы
- Вильфранш-сюр-Сон, Франция
- Дамфрис, Великобритания

## Администрация коммуны
- Официальный сайт: http://www.comune.cantu.co.it Архивная копия от 25 мая 2009 на Wayback Machine

## Экономика
Традиционным промыслом является кружево Канту